# Надгробен паметник на Васил Икономов
Надгробният паметник на Васил Икономов е мемориал на бележития анархист Васил Икономов, построен от неговите последователи и другари в околностите на село Белица.
В началото на 1969 г. или 1970 години на гроба на Васил Икономов е поставен паметник, допълнен по-късно с паметна плоча. Основно за издирването на гроба на Васил Икономов и строежа на мемориала в негова памет полага грижи Христо Колев – Големия. След 10 ноември 1989 г., всяка година, около 20 юни и датата на смъртта му, анархисти от цяла България посещават паметника.
Построяването на паметника по инициатива на Христо Колев е предшествано от издирването на лобното място и мястото, където е погребан Васил Икономов. За целта Колев открива хора, които могат да посочат двете места. Пролетта на 1968 г. Иван Михайлов и бившият председател на тричленната комисия, управлявала Белица през 1925 година Васил Стоянов посочват точното място, където са погребани тленните останки на анархиста. Присъстват Христо Колев, Гено Даскалов, Васил Михайлов, Славка – сестрата на Васил Икономов и вероятно Николай Генчев от Пазарджик.
Паметника е изграден на мястото, където е убит Васил Икономов в местност близо до „Бело Камене“. Скулпторът Александър Гигов взема участие в оформянето на паметника. Държавна сигурност се усеща след една година и започва да издирва извършителите...